# Primula duthieana
Primula duthieana är en viveväxtart som beskrevs av I. B. Balf. och W.W. Smith. Primula duthieana ingår i släktet vivor, och familjen viveväxter. Inga underarter finns listade i Catalogue of Life.